# Patrick Bates
Patrick James Bates (Galveston, 27 novembre 1970) è un ex giocatore di football americano statunitense che ha giocato nel ruolo di safety nella National Football League (NFL).

## Biografia
Dopo avere giocato a football al college a UCLA e alla Texas A&M University, Bates fu scelto come 12º assoluto nel Draft NFL 1993 dai Los Angeles Raiders. Vi giocò solo per tre stagioni più una nel 1996 con gli Atlanta Falcons, non realizzando mai il suo pieno potenziale ed avendo diversi problemi fuori dal campo, che portarono ESPN a nominarlo la 37ª peggiore scelta nel draft di tutti i tempi.

## Statistiche
| Tackle     | 106 |
| Sack       | 0,0 |
| Intercetti | 1   |